# Ивановка (Семёновский район, Черниговская область)
Ива́новка (укр. Іванівка) — село в Семёновском районе Черниговской области Украины. Население 576 человек на 1 января 2012 года. Занимает площадь 1,99 км².
Ивановка (укр. Іванівка), старорусское название Ивановская слобода или Стягаиловка — село в Семёновском районе Черниговской области Украины. Органом власти села является Ивановский сельский совет к которому относятся ещё шесть населённых пунктов. Село Ивановка основано в XVI веке. В 1866 г. здесь было 28 дворов и 264 жителя. К концу XIX века население увеличилось до 644 человек. В 1905 году местные крестьяне разрушили помещичье имение. При немецкой оккупации во время войны село почти полностью было сожжено немцами. Позже восстановлено.
Код КОАТУУ: 7424782001. Почтовый индекс: 15432. Телефонный код: +380 4659.

## Власть
Орган местного самоуправления — Ивановский сельский совет. Почтовый адрес: 15432, Черниговская обл., Семёновский р-н, с. Ивановка, ул. Новая, Тел.: +380 (4659) 2-43-67.